# ダマスク織

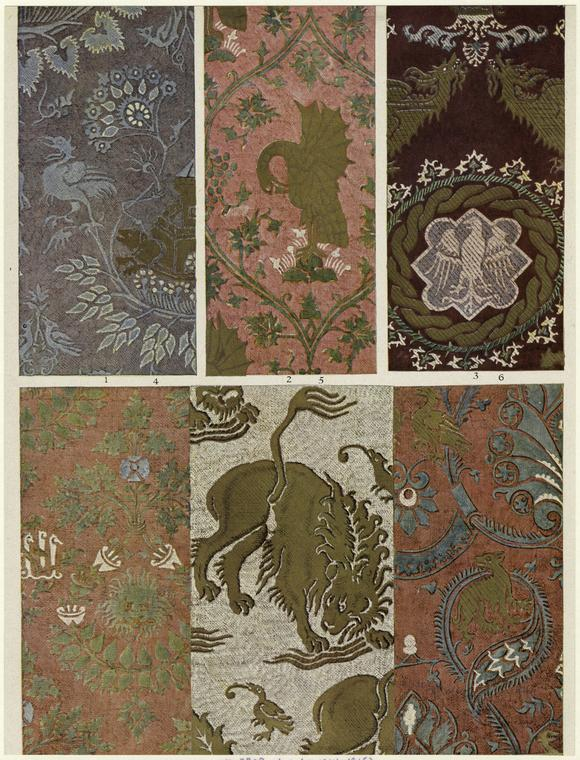
イタリア製多色絹のダマスク織物,14世紀.

ダマスク織 (英語: Damask アラビア語: دمسق)とは、裏地のある絹、綿、リンネル、羊毛の合成繊維の衣服・織物で、 織り方にパターン化された模様を伴うものである。一本の経糸と緯糸から織られ、通常は経糸で模様を織り、緯糸で素地を織る。ツイル・ダマスクは綾織りで織られた模様と素地を含む。絹のダマスク織は日本において緞子と呼ばれる。
また、ダマスク織の模様をモチーフにしたものを、ダマスク柄､ダマスク模様と呼ぶ。

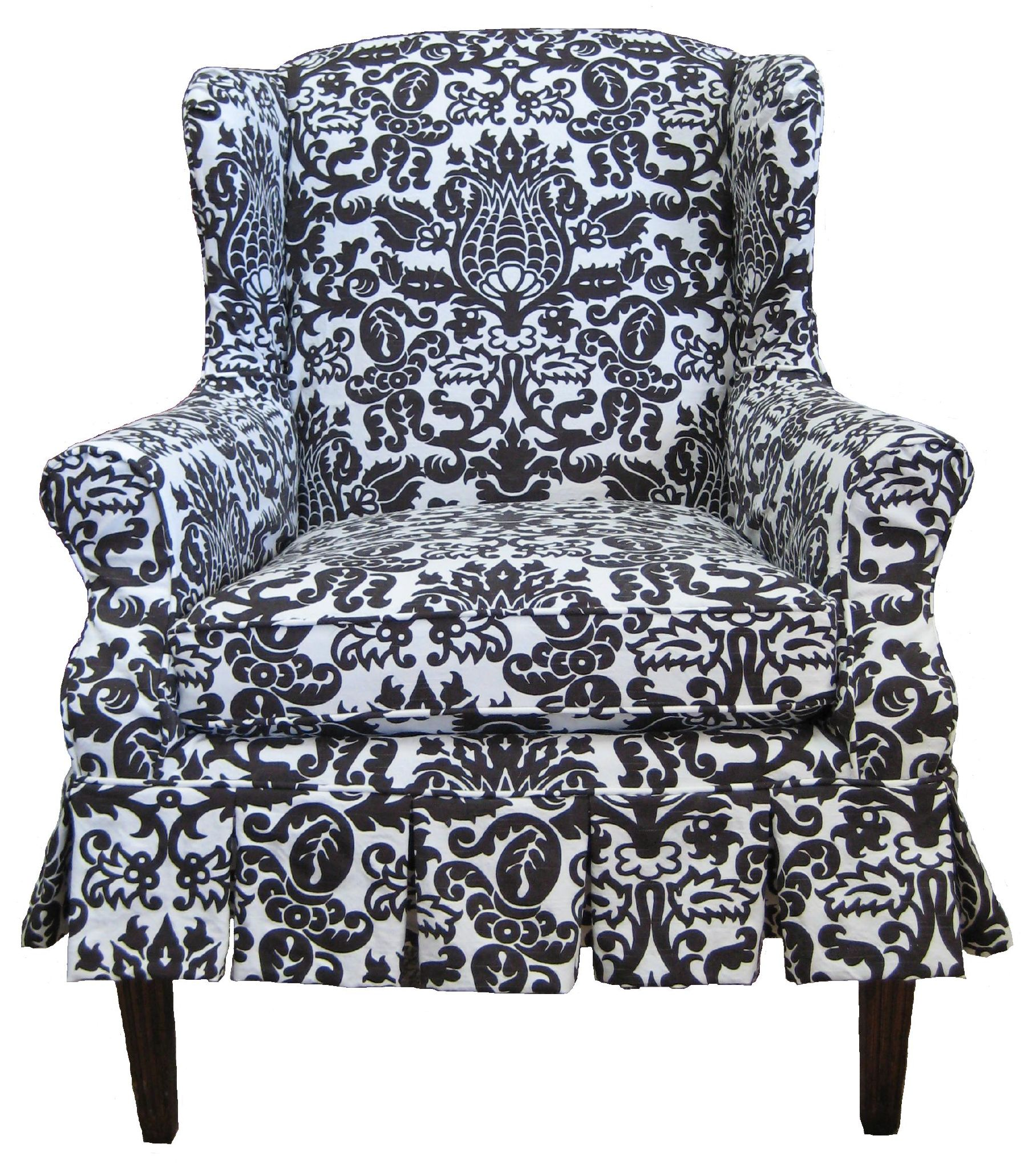
ダマスク柄のソファーカバー

## 歴史
ダマスク織は、中世初期においてビザンティンの絹の五つの基本的な織物技術のひとつで、イスラームの織物の根幹を成していた。ダマスク織の名称は、中世初期に商業・貿易の大都市であったダマスカスに由来する。ダマスク織は9世紀以降、イスラム支配下のイベリア半島以外では少なくなったが、13世紀には各地で復興した。ダマスク織という言葉は、14世紀中頃のフランスにおいて、西欧語で初めて見られ、14世紀までにはイタリアの織機で織られるようになった。14世紀から16世紀にかけての間は、多くのダマスク織は単色だったが、 光沢のある模様と、くすんだ素地から構成されていた。二色のダマスク織は経糸と緯糸の色違いのコントラストを持ち、合成繊維のダマスクは金色や、その他光沢のある織糸や、或いは補助的に錦を緯糸に使う手法が追加された。中世のダマスク織は通常絹で織られたが、羊毛やリネンのダマスクも織られた。

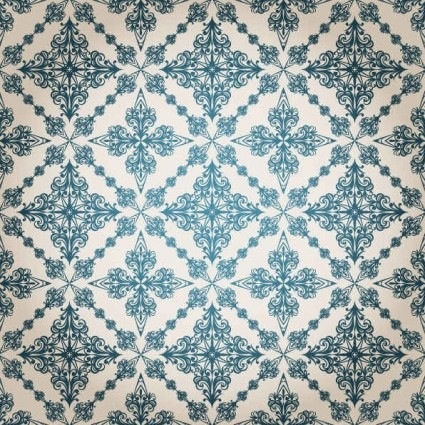
幾何学模様のダマスク柄

## 現代

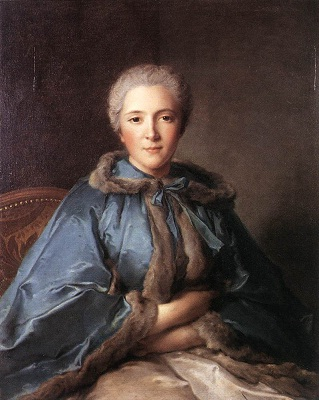
「ティリエール伯爵夫人」 ジャン＝マルク・ナティエ画 (1750)
ロンドン、ウォレス・コレクションダマスク織張りの椅子

現在ダマスク織は一般的には単色の織物で、絹やリンネル、リンネルとの合成織物で、花や果物やその他のデザインを特徴としている。 光沢のある経糸の長い流れと、緯糸の織り成すハイライトが見る者の位置によって、異なった光の反射をなす。ダマスク織は.テーブルクロスにもっともよく見られ、家具や衣服の調度品などにもよく使われている。現代のダマスク織はコンピュータ化されたジャカード織機で織られている。